# Ligne Tananarive-Antsirabe
La ligne Tananarive-Antsirabe, ou TA, est une ligne de chemin de fer reliant la capitale de Madagascar, Antananarivo (aussi appelée Tananarive), à la ville d'Antsirabe, qui relève elle aussi de la province d'Antananarivo. 
Cette voie ferrée, dont un premier tronçon long de 17 km est ouvert le 1er janvier 1917, est achevée en 1923. 
Elle est connectée à la ligne Tananarive-Côte Est prèt de la gare de Soanierana, à Antananarivo.